# Keramički procjeđivač
Keramički procjeđivač ili keramički filtar je vrsta jednostavnog, jeftinog i korisnog procjeđivača (filtar), koji se koristi za pročišćavanje vode (uklanjanje prljavštine, nečistoća i bakterija iz vode).

## Način rada
Procjeđivanje ili filtracija vode se može podijeli na tri dijela: mehaničko, kemijsko i biološko. 

### Mehaničko procjeđivanje
Mehaničko procjeđivanje je fizičko odstranjivanje čestica nečistoća iz vode. Nečistoća se zadržava u filtracijskom mediju dok se ne očistiti. Od ovog oblika procjeđivanja je voda samo prividno čista, ali i dalje sadrži otpadne tvari koje nisu vidljive ljudskom oku. 

### Kemijsko procjeđivanje
Kemijsko procjeđivanje kemijskim putem odstranjuje neželjene otopljene tvari iz vode. Ovaj oblik procjeđivanja će dodatno razbistriti vodu i smanjiti neugodne mirise. Najčešća kemijska tvar je aktivni ugljen. On na sebe veže štetne tvari (organski otpad), ali u nekim slučajevima i one korisne. Najveća mana aktivnog ugljena, kao i ostalih kemijskih tvari je što kratko traje. Njegovo svojstvo adsorbcije slabi i nakon nekoliko tjedana nestaje. Aktivni ugljen se mora mijenjati otprilike jednom mjesečno.
Druga često korištena tvar za kemijsko procjeđivanje je zeolit. To je porozan materijal vulkanskog podrijetla koji iz vode uklanja amonijak, fosfate i teške metale. Ovisno o kvaliteti traje od 1 do 3 mjeseca. Kemijski procjeđivači su najčešće u obliku sitnijih granula, te ih je potrebno staviti u posebne filtracijske vrećice.

### Biološko procjeđivanje
Biološko procjeđivanje čine obično nitrificirajuće bakterije (Nitrosomonas i  Nitrobacter) koje uz prisutstvo kisika razlažu amonijak na manje opasan nitrit, pa na još manje opasan nitrat. Ovaj prirodan proces se još naziva i dušikov ciklus. 
U prirodi isto postoji biološko procjeđivanje. Na dnu bara, rijeka, jezera žive bakterije koje čine biološku procjeđivanje; vodeno bilje i bilje koje raste uz vodene površine crpi iz njih određene spojeve, voda isparava i vraća se u obliku oborina itd. Priroda je jedan velik uravnotežen sustav koji se sam održava. Mala količina vode će se puno brže zasititi štetnim tvarima nego velika količina vode.
Umjetne biološke tvari za biološko procjeđivanje su keramički valjčići (keramički procjeđivač), plastične bio kugle, sintetička vlakna itd. Kod ovih tvari se na površini koloniziraju bakterije. Najkvalitetniji biološko procjeđivači su oni od sintetičkog stakla. Pore (otvori, rupice) su u keramičkim valjčićima veličine od 0,5 µm do 1 mm. Zbog velike poroznosti omogućavaju kolonizaciju maksimalnog broja bakterija. Jedna litra ovog materijala može imati površinu od čak 450 četvornih metara. Kada se postavi novi procjeđivač treba nekoliko mjeseci da bakterije u potpunosti koloniziraju procjeđivač (filter). Kroz to vrijeme će biološko procjeđivanje postajati sve učinkovitije, ali zbog visokih razina otpadnih tvari će biti potrebna češća promjena vode.

## Nedostaci keramičkog procjeđivača
Opasnosti za biološko procjeđivanje su:
- klorirana voda će ubiti bakterije;
- nagle promjene temperature;
- nagla promjena pH vrijednosti;
- prekomjerno čišćenje keramičkog procjeđivača;
- keramičke valjčiće u posudicama procjeđivača voda će zaobilaziti tražeći mjesto prolaska s manjim otporom;
- čestice nečistoča će vrlo brzo začepiti pore, jer su iste nepravilnih oblika, nepravilnih veličina, te je njihov obujam u odnosu na obujam cijelog valjka svega 10 do 30%.